# Celestino Sánchez González
Celestino Sánchez González (Becedillas, Castella i Lleó, 1935 - Cerdanyola del Vallès, Catalunya, 21 de maig de 2011) va ser el primer alcalde de Cerdanyola del Vallès després de la recuperació de la democràcia.

## Biografia
Va néixer al municipi castellà de Becedillas (Àvila) l'any 1935. El 1952 es va establir a Cerdanyola del Vallès.
A les eleccions municipals de 1979 es va presentar com a candidat a l'alcaldia de Cerdanyola pel PSC i va aconseguir fer-se amb el càrrec. Va revalidar l'alcaldia a les successives eleccions fins que al setembre de 1997 va deicar el càrrec a la també membre del PSC Cristina Real Masdeu, tot i que va seguir com a regidor al consistori fins 1999. Durant el seu mandat es van edificar ambulatoris, zones esportives, el Museu de Ca n'Ortadó, el Parc Tecnològic del Vallès i l'Ateneu.